# Fred & Gustavo
Fred & Gustavo foi uma dupla sertaneja brasileira formada pelos amigos Ednan Willian Rufino, o Fred (Campinas,19 de dezembro de 1991), e Daniel Rodrigues Alves, o Gustavo (Morrinhos, 24 de julho de 1988) e anteriormente formada com Adliel Martins Rodrigues (Itumbiara, 16 de abril de 1988).

## Carreira
Ednan Willian Rufino nasceu na cidade de Campinas, São Paulo, em 19 de dezembro de 1991 e aos 3 anos mudou-se com a família para Três Lagoas, no Mato Grosso do Sul. Começou a tocar cedo, aos 6 anos de idade. Em uma festa em Três Lagoas, o locutor convidou uma pessoa para cantar e sua mãe disse: "Vai filho!" Com o incentivo de sua mãe, aceitou e todos se encantaram com a voz daquele pequeno menino. Desde aquele dia, nunca mais parou. Após este marco, levou a música como sua profissão: cantou e encantou bares e restaurantes da cidade. Já com 12 anos de carreira, Ednan passou a fazer parte da dupla Fred & Gustavo.
Daniel Rodrigues Alves nasceu em 24 de julho de 1988 na cidade de Morrinhos, Goiás. Descobriu a música ainda criança, aos 12 anos de idade, quando começou a cantar e tocar violão com sua mãe no coral da igreja, além de cantar com seus amigos de classe no colégio. Logo começou a cantar com seu padrinho em bailões aos finais de semana.  Aos 14 anos, arriscou suas primeiras composições. Cantava com um amigo da mesma idade, o ator e cantor Dáblio Moreira, com quem formou a dupla Dáblio & Daniel, até ganhar o posto de Gustavo, da dupla Fred e Gustavo. "Foram cinco anos de muita alegria e aprendizado. Agora continuo o sonho que vive em mim, minha família e meus amigos. Sou movido pela música e agradeço a Deus por me dar esse dom maravilhoso", diz Gustavo.
Em junho de 2008, Fred & Gustavo lançaram seu primeiro álbum, intitulado Ao Vivo, que foi gravado em Itumbiara, com 11 canções e músicas inéditas como “Armadilha”, “Chega De Sofrer” e “Tô Caindo Fora”, que se tornaram sucesso em várias rádios do país. Em poucos meses após ser lançado, o álbum fez sucesso principalmente nos estados de Minas Gerais e Goiás.
Em 2009, a dupla lançou o segundo álbum, Vol. 2, com 14 canções, dentre elas “Dona do Pedaço” e “Ponto Final”. No mesmo ano, eles assinaram contrato com um dos mais renomados escritórios artísticos do país, o Clube do Cowboy, de Uberlândia, Minas Gerais.
No ano de 2010, lançaram seu terceiro álbum, Fred & Gustavo, que teve como destaques "Lua Nova" e a regravação de "Armadilha", com a participação da dupla Jorge & Mateus. No mesmo ano, ele fizeram mais de 100 shows e participaram de importantes festivais de música do Brasil, como o Festival de Verão Salvador, Projeto de Verão do Guarujá e estiveram em vários rodeios e feiras agropecuárias nas regiões Centro-Oeste e Sudeste do Brasil.
Fred e Gustavo são compositores de "Amar Não É Pecado", gravada por Luan Santana e que fez parte da trilha sonora da novela das 19h da Rede Globo, Morde & Assopra.
Em abril de 2011, Fred & Gustavo deram um passo muito importante na sua carreira, gravando seu primeiro DVD em Uberlândia, produzido por Ivan Miyazato e Fernando Trevisan. Esse trabalho trouxe a canção "Lendas e Mistérios", com a participação da dupla Maria Cecília & Rodolfo. O álbum foi lançado pela Sony Music.
Em 2013, Adliel Martins Rodrigues(Itumbiara,16 de abril de 1988),o Fred, decidiu se desligar e seguir carreira solo como Fred Liel. Ednan Willian foi o seu substituto, assumindo o posto de Fred na nova formação da dupla  O primeiro trabalho da segunda formação da dupla foi o DVD Pra Ser Tudo Perfeito, gravado em Itumbiara, com as participações de Henrique & Juliano, Wesley Safadão e Gusttavo Lima, como os sucessos "Bonde dos Solteiros", com Henrique & Juliano, "Tó Sou Seu", com Wesley Safadão, além da faixa-título, "Pra Ser Tudo Perfeito".
No final de 2015, Fred & Gustavo lançaram o álbum Eu Tô Com Você, com 10 faixas inéditas e a produção musical de Jenner Melo. O álbum também foi lançado em formato pocket show no YouTube.
Em 2016, a dupla lançou seu terceiro DVD, Ao Vivo em Goiânia, com as participações especiais de Zé Neto & Cristiano, Maiara & Maraisa, Léo Moreira e Cuiabano Lima e a produção musical de Jenner Melo.
A dupla coleciona sucessos como "Então Valeu", "Armadilha", com Jorge & Mateus, "Bonde dos Solteiros" com Henrique & Juliano, "Lendas e Mistérios" com Maria Cecília & Rodolfo, "Desliga Aí", "Conselho de Pai", "Tó Sou Seu", com Wesley Safadão, "Dama da Noite",  "Faxina" com Simone & Simaria, ''Velocidade do Esquecimento", com Luan Santana, "Fake News" com a participação do cantor Thiago Brava, sendo esse o último single a ser gravado.  No dia 6 de janeiro de 2020, foi anunciado decretamente o fim da dupla depois de 12 anos de carreira.

## Discografia
- (2008) Fred & Gustavo ao Vivo
- (2009) Fred & Gustavo - Vol. 2
- (2011) Então Valeu ao Vivo (também lançado em DVD)
- (2013) Vai que Eu Quero Ver
- (2014) Pra Ser Tudo Perfeito (também lançado em DVD)
- (2015) Eu tô com Você
- (2016) Fred & Gustavo ao Vivo em Goiânia (também lançado em DVD)
- (2018) Esquema (também lançado em DVD)